# 鲇四极虫
鲇四极虫（学名：Chloromyxum parasilrui）为四极科四极虫属的动物。分布于日本、印度、俄罗斯以及辽宁、浙江等，营寄生生活，寄生在鲇、怀头鲇的胆囊。